# مبارزه: زنی که برای شکست‌خوردگان التماس می‌کند
مبارزه: زنی که برای شکست‌خوردگان التماس می‌کند (به انگلیسی: The Combat: Woman Pleading for the Vanquiished) یک نقاشی رنگ روغن بزرگ روی بوم توسط هنرمند انگلیسی ویلیام اِتی است که برای اولین بار در سال ۱۸۲۵ به نمایش گذاشته شد و اکنون در گالری ملی اسکاتلند به نمایش گذاشته شده‌است. این اثر با الهام از مرمر نماهای الگین و هدف این هنرمند برای ارائه درس اخلاقی در مورد «زیبایی رحمت» است،
این اثر تحت تأثیر «مرمر نماهای الگین» قرار گرفته و هدف هنرمند از آن ارائه یک درس اخلاقی دربارهٔ «زیبایی رحمت» است. این تابلو یک جنگجوی تقریباً برهنه که شمشیرش شکسته‌است و مجبور به زانو زدن در مقابل یک سرباز دیگر تقریباً برهنه است که در حال آماده شدن برای زدن ضربه کشنده است را نمایش می‌دهد. زنی که آن هم تقریباً برهنه است، به جنگجوی پیروز در این تابلو متوسل شده تا از او طلب رحمت کند؛ بسیار نادر برای یک نقاشی تاریخی از آن دوره. «مبارزه» تصویری از تاریخ، ادبیات یا مذهب را به تصویر نمی‌کشد و بر اساس یک اثر هنریِ موجود نیست، بلکه تصویری از تخیل خود هنرمند است.
هنگامی که در نمایشگاه تابستانی آکادمی سلطنتی در سال ۱۸۲۵ به نمایش درآمد، به دلیل برتری فنی، تلفیقی از سبک‌های مکاتب مختلف نقاشی و موضوع آن، تحسین تقریباً جهانی منتقدان را برانگیخت. با این وجود، در نمایشگاه تابستانی خریدار پیدا نکرد و در عوض توسط هنرمند همکار جان مارتین خریداری شد. این نقاشی برای خانه مارتین خیلی بزرگ بود و در سال ۱۸۳۱ او آن را به آکادمی سلطنتی اسکاتلند فروخت. سپس در سال ۱۹۱۰ به گالری ملی اسکاتلند منتقل شد و در آنجا باقی ماند.